# 成瀬達

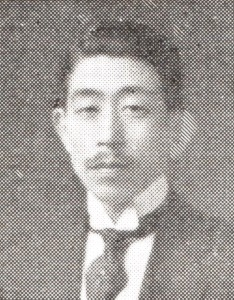
1920年

成瀬 達（なるせ たつ、1885年6月28日 - 1951年8月16日）は、日本の官僚・実業家。成瀬隆蔵の長男。貴族院書記官長を経て第4代の日本生命社長となった。

## 経歴
1909年に東京帝国大学政治科を卒業して農商務省に入る。その後、1926年7月23日から1931年12月5日まで貴族院書記官長を務めた。翌1932年、日本生命の常務取締役に迎えられるが、1936年3月に創業家出身の第3代社長の弘世助太郎社長が急逝したため社長代行に就任、1937年には会長の山口吉郎兵衛も辞任したため、同年2月の株主総会・取締役会によって佐々木駒之助新会長と共に新社長に選任された。以降、戦時下を通じて社長の地位にあり、生命保険協会理事長会長などを歴任したが、太平洋戦争終結後の1946年12月に戦時中への国策協力を理由に公職追放令の適用に先立って社長と生命保険協会理事長会長を退任、翌1947年8月に正式に公職追放処分を受けた。成瀬の追放に先立って同年5月に日本生命は株式会社から相互会社に移行したが、しばらく後任の社長は設けられず、翌1948年になって常務・専務を務めた弘世現（成瀬の実弟で弘世助太郎の婿養子）が第5代の社長に就任することになる。
没後、勲三等旭日中綬章を授けられた。